# Kisima Airport
Kisima Airport är en flygplats i Kenya. Den ligger i länet Samburu, i den centrala delen av landet, 250 km norr om huvudstaden Nairobi. Kisima Airport ligger 1 806 meter över havet.
Terrängen runt Kisima Airport är huvudsakligen platt, men norrut är den kuperad. Runt Kisima Airport är det glesbefolkat, med 14 invånare per kvadratkilometer. Närmaste större samhälle är Maralal, 17,4 km norr om Kisima Airport. Trakten runt Kisima Airport består i huvudsak av gräsmarker.